# Fulakora chilensis
Fulakora chilensis (лат.) — вид примитивных муравьёв рода Fulakora из подсемейства Amblyoponinae (Formicidae), ранее включавшийся в состав рода Stigmatomma.

## Распространение
Неотропика (Чили).

## Описание
Мелкие земляные муравьи (длина около 4 мм) с длинными узкими мандибулами и хорошо развитым жалом. От близких видов отличаются следующими признаками: скульптура на дорсуме головы выражена, голова матовая; метанотальный шов глубокий (у Fulakora monrosi голова в основном гладкая, метанотальный шов слабо выражен). Лобные доли тесно сближены; мандибулы тонкие, становятся тонкими и острыми в верхней части. Щетинки наличника зубцевидные, мелкие, обычно с острым концом, отходят от наличниковых бугорков. Мезосома уже головы. Ноги короткие. Передний край клипеуса зубцевидный; петиоль очень широко прикреплён к 3-му абдоминальному сегменту и без отчётливой задней поверхности; постпетиоль отсутствует.

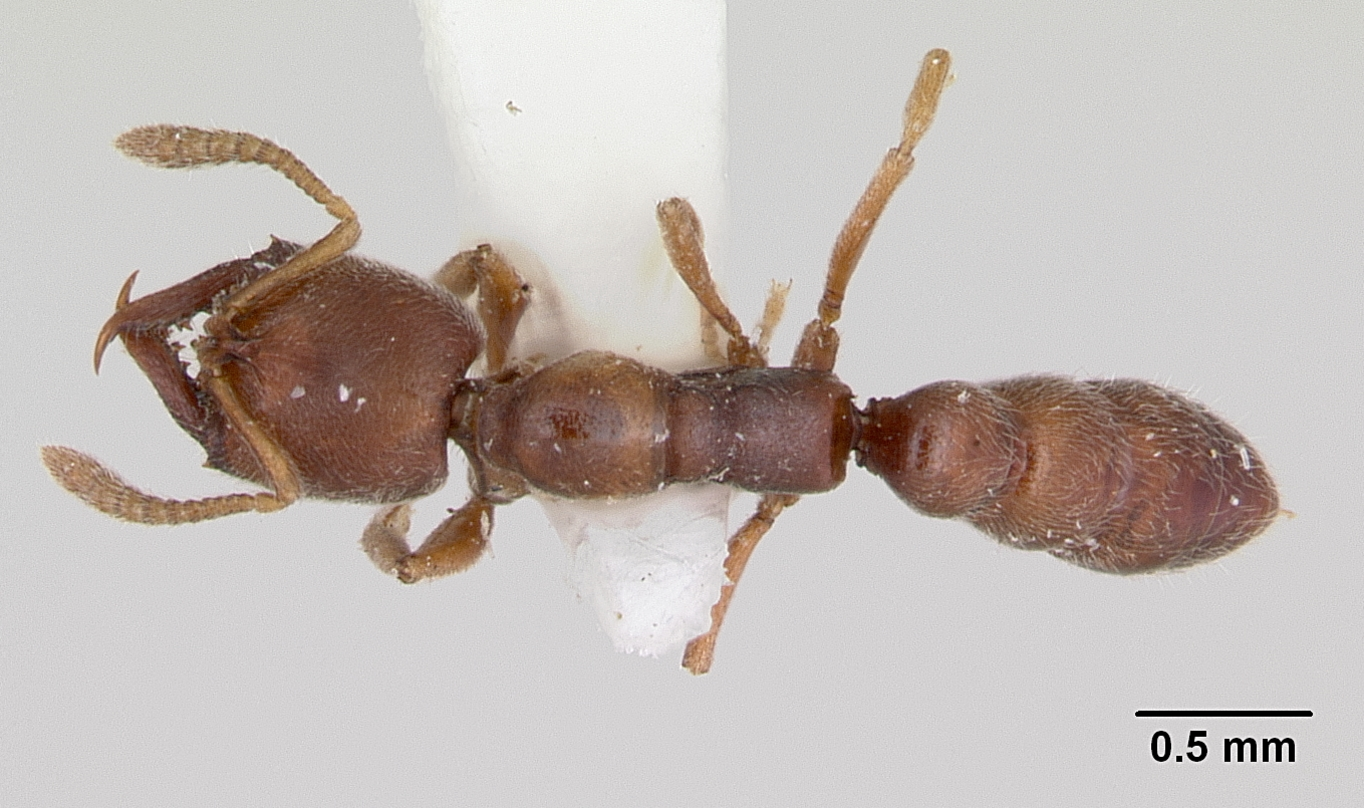
Вид сверху
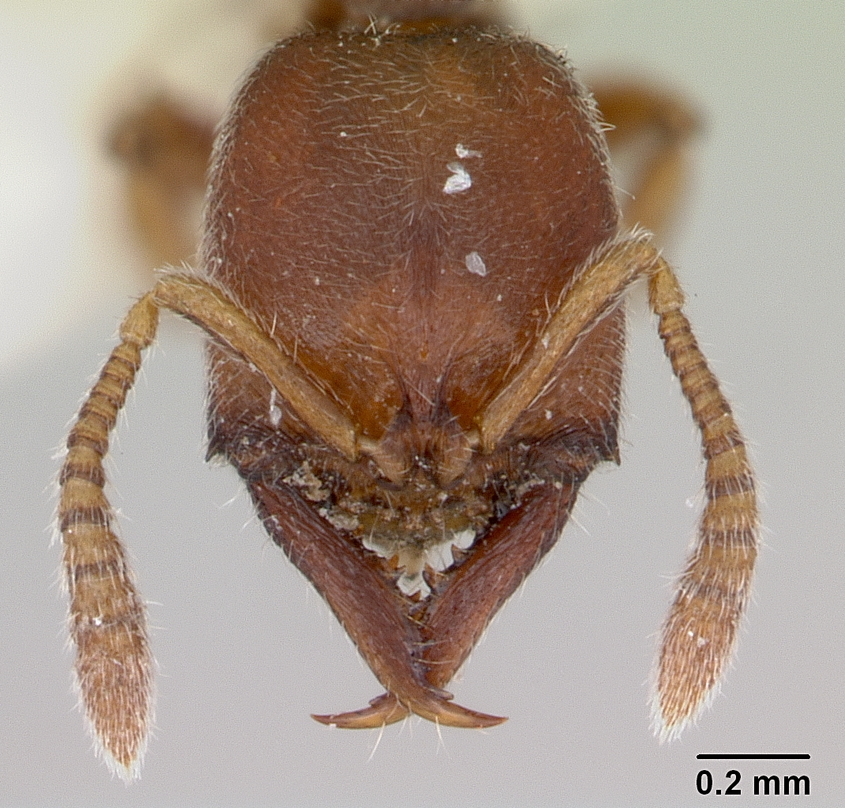
Голова спереди

## Систематика
Вид был впервые описан в 1887 году австрийским мирмекологом Густавом Майром под названием Amblyopone chilensis Mayr, 1887. Затем вид включали в состав рода Stigmatomma (подсемейство Понерины). В 2016 году Fulakora был восстановлен из синонимии с Stigmatomma и вид получил современное название.